# Chloranthus
Chloranthus is een geslacht uit de familie Chloranthaceae. De soorten komen voor in Azië.

## Soorten
- Chloranthus angustifolius Oliv.
- Chloranthus anhuiensis K.F.Wu
- Chloranthus coccineus Xin L.Zhao & L.H.He
- Chloranthus fortunei (A.Gray) Solms
- Chloranthus henryi Hemsl.
- Chloranthus holostegius (Hand.-Mazz.) C.Pei & San
- Chloranthus multistachys C.Pei
- Chloranthus nervosus Collett & Hemsl.
- Chloranthus officinalis Blume
- Chloranthus oldhamii Solms
- Chloranthus quadrifolius (A.Gray) H.Ohba & S.Akiyama
- Chloranthus serratus (Thunb.) Roem. & Schult.
- Chloranthus sessilifolius K.F.Wu
- Chloranthus spicatus (Thunb.) Makino
- Chloranthus taiwanensis S.S.Ying
- Chloranthus tianmushanensis K.F.Wu
- Chloranthus wufengchiwaterfallensis S.S.Ying